# Flying Saucers from Outer Space
Flying Saucers from Outer Space (tạm dịch: Đĩa bay từ ngoài không gian) là một cuốn sách phi hư cấu xuất bản năm 1953 của Donald Keyhoe viết về vật thể bay không xác định, hay còn gọi là UFO.

## Phỏng theo
Vào năm 1956, một bộ phim khoa học viễn tưởng được ghi nhận "theo sự gợi ý bởi" cuốn sách được chấp bút với tựa đề Earth vs. the Flying Saucers (Trái Đất đấu với Đĩa bay), còn gọi là Invasion of the Flying Saucers (Đĩa bay xâm lược).
Tên gọi chủ đề của bộ phim này là Attack of the Flying Saucers (Đĩa bay tấn công), Invasion of the Flying Saucers và Flying Saucers from Outer Space. Trong một lá thư có trong hồ sơ sản xuất của bộ phim tại Thư viện AMPAS, nhà biên kịch Bernard Gordon bị liệt vào danh sách đen đã nói rằng ông đã viết kịch bản cho bộ phim này bằng bút danh Raymond T. Marcus.